# 索夫克里斯·斯克塞尼提斯
索夫克里斯·斯克塞尼提斯（希臘語：Σοφοκλής Σχορτσανίτης，1985年6月22日—），或译肖特萨尼蒂斯，生于希腊卡瓦拉，希腊职业篮球运动员，效力于希腊的传统强队奥林匹亚科斯俱乐部，身高6英尺10英寸，体重315磅，司职大前锋也可以胜任中锋位置，2003年NBA选秀被洛杉矶快船队在第34顺位第二轮选中，他体型酷似奥尼尔故有小鲨鱼之称。

## 职业生涯
肖特萨尼蒂斯十多岁的时候就在希腊的职业联赛效力，他所效力的第一个球队是伊拿克里斯篮球队，他每场比赛平均出场6.4分钟，拿到2.6分。
在他从美国返回希腊之后他努力的要变成一个拥有无限潜力的NBA所关注的球员，他急于提高自己的能力憧憬美好的未来。
在希腊国家队一些年的零散的友谊赛和资格赛出场后，在2006年的日本世锦赛中首次随队出现在重要大赛中，为希腊队夺下银牌立下了功劳，令人印象最深刻的是他在姚明和老K教练面前的激情扣篮。

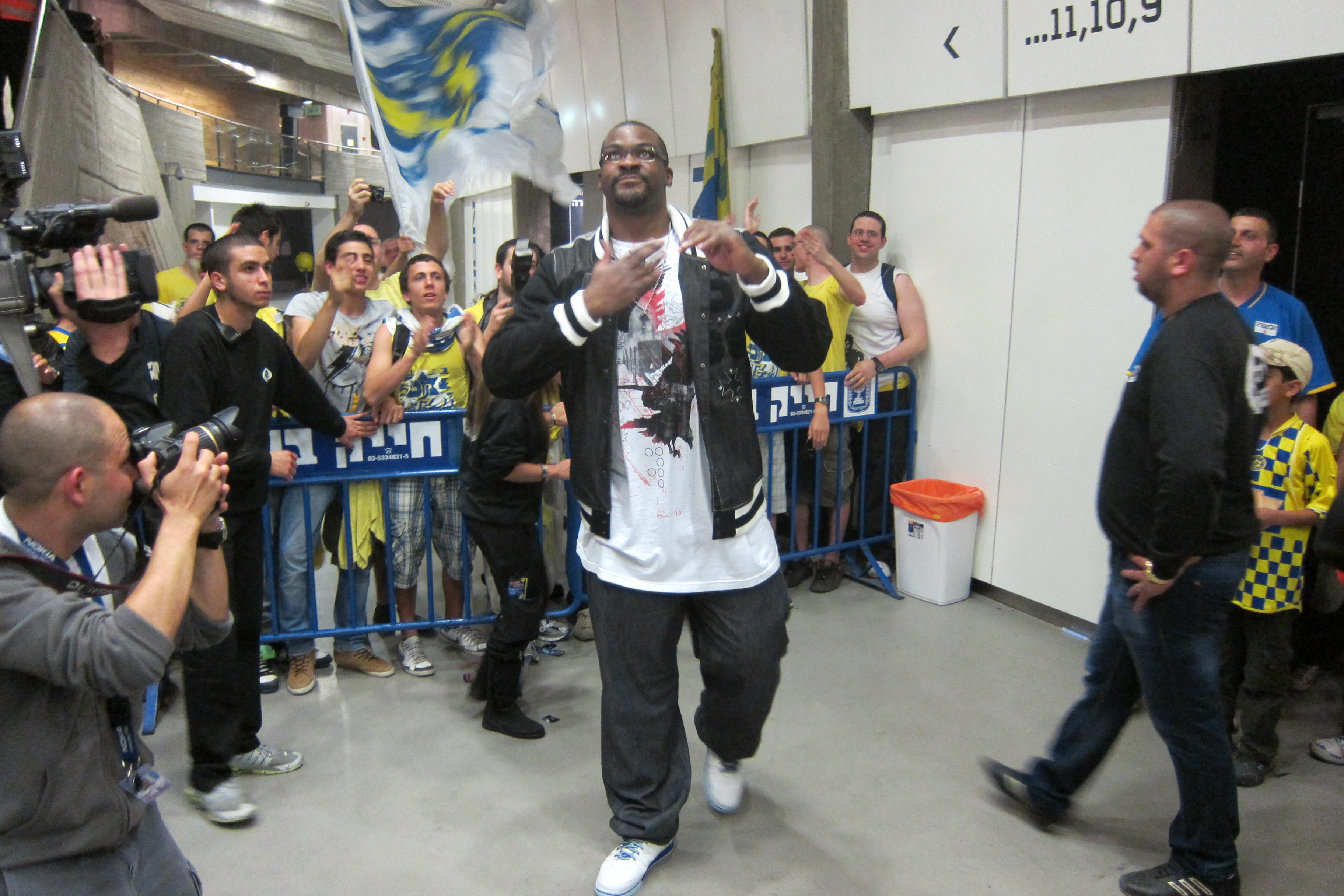
索夫克里斯·斯克塞尼提斯

## 个人生活
肖特萨尼蒂斯的母亲是拥有喀麦隆血统的，而他的父亲是希腊马其顿族人。